# Bangor (Nordirland)
Bangor (irisch Beannchar, deutsch: spitze Hügel) ist eine Stadt mit etwa 60.000 Einwohnern in Nordirland in der historischen Grafschaft Down. Sie war der Verwaltungssitz des ehemaligen Districts North Down, der 2015 im District Ards and North Down aufging. Die Stadt ist nunmehr der Verwaltungssitz des Districts Ards and North Down. Bangor liegt rund 20 Kilometer östlich der Hauptstadt Belfast und am Südufer der Bucht von Belfast (engl. Belfast Lough) und hat einen Bahnhof der Northern Ireland Railways. Es ist ein Seebad und ein Segelsportzentrum. Im Jahr 2022 wurde Bangor anlässlich des 70-jährigen Thronjubiläums von Elisabeth II. der besondere City Status verliehen.

## Geschichte
Im 6. Jahrhundert, vermutlich im Jahre 558, wurde hier die Bangor Abbey vom Heiligen Comgall gegründet. Bekannt wurde diese, weil in ihr Missionare wie der heilige Columban ausgebildet wurden. Von diesem Kloster aus machte sich die Mönchsbewegung der iroschottischen Kirche, zu der auch Gallus gehörte, zwecks Missionierung nach Kontinentaleuropa auf.
Der erste Abt war der heilige Comgall, unter dessen Leitung bis zu 3000 Mönche den Weg ins Kloster fanden. Viele Neugründungen nahmen hier ihren Ursprung. Im 7. und 8. Jahrhundert war das Kloster auch ein Zentrum der Buchproduktion (Annalen, liturgische Bücher); so entstand hier von ca. 680 bis 691 das Antiphonarium Benchorense, von dem eine Kopie im örtlichen Museum (engl. Heritage centre) zu sehen ist. Das Original befindet sich heute in der Biblioteca Ambrosiana in Mailand.
Im Jahr 824 überfielen und plünderten dänische Wikinger die Abtei und raubten den Schrein des Klostergründers. Erst ab dem Jahr 1121 blühte unter dem Abt Malachias die Abtei für kurze Zeit wieder auf. Im 15. Jahrhundert zogen Franziskaner und später Augustiner in die Gebäude, die alte Blüte wurde jedoch nicht mehr erreicht. Unter englischer Herrschaft kam das klösterliche Leben ganz zum Erliegen. Im 16. Jahrhundert wurde die Abtei aufgehoben.

## Sehenswürdigkeiten
Sehenswert sind u. a. der große Yachthafen, das Schloss mit dem dazugehörigen Schlosspark und das Old Custom House. In Bangor beginnt auch der Coastal Pathway, ein kleiner asphaltierter Pfad, der an der Küste entlangführt und in Holywood endet.

## Sport
Die Stadt wird durch den Bangor FC in der IFA Premiership, der höchsten Spielklasse im nordirischen Fußball, vertreten.

## Persönlichkeiten
- Colin Blakely (1930–1987), Schauspieler
- David Trimble (1944–2022), Vorsitzender der Ulster Unionist Party, Friedensnobelträger
- David Montgomery (* 1948), Journalist, Medienmanager und Investor
- Karen Senior (* 1956), Tischtennisspielerin
- David Feherty (* 1958), Golfspieler
- Stephen Martin (* 1959), Hockeyspieler
- Foy Vance (* 1974), Musiker und Singer-Songwriter
- Gary Lightbody (* 1976), Sänger und Frontmann der Rockband Snow Patrol
- Josh Magennis (* 1990), Fußballspieler
- Aimee Richardson (* 1997), Schauspielerin
- Rebecca McKenna (* 2001), Fußballspielerin
- Dylan Eagleson (* 2003), Boxer

- Two Door Cinema Club (gegründet 2007), Indie-Rock-Band aus Bangor
- Rend Collective, christliche Band aus Bangor

## Städtepartnerschaften
- Bregenz, Österreich
- Virginia Beach,  USA
- Prüm, Deutschland